# Những cuộc phiêu lưu bất tận
A Series of Unfortunate Events  là một loạt tiểu thuyết gồm mười ba cuốn do tác giả người Mỹ Daniel Handler viết dưới bút danh Lemony Snicket. Mặc dù được xếp vào loại "tiểu thuyết thiếu nhi" nhưng những cuốn sách này thường mang lại cảm giác u ám, bí ẩn đối với các em. Cuốn sách kể về cuộc đời đầy biến động của Violet, Klaus và Sunny Baudelaire. Sau cái chết của cha mẹ trong một trận hỏa hoạn, những đứa trẻ bị quản thúc bởi một người họ hàng giết người, Bá tước Olaf, người cố gắng đánh cắp tài sản thừa kế của họ và sau đó, gây ra vô số thảm họa với sự giúp đỡ của đồng bọn khi bọn trẻ cố gắng chạy trốn. Khi cốt truyện tiến triển, Baudelaires dần đối mặt với những bí ẩn xung quanh gia đình họ và những âm mưu sâu xa liên quan đến một hội bí mật được gọi là V.F.D., có mối liên hệ với Olaf, cha mẹ của họ và nhiều người thân khác. Bộ truyện được kể lại bởi Lemony Snicket, người đã cống hiến từng tác phẩm của mình cho người yêu đã khuất của mình, Beatrice, và thường cố gắng ngăn cản người đọc đọc câu chuyện của Baudelaires.
Đặc trưng bởi tông màu Gothic thời Victoria và kết cấu phi lý, những cuốn sách này được chú ý bởi sự hài hước đen tối, cách kể chuyện châm biếm và các yếu tố lạc hậu, cũng như thường xuyên ám chỉ về văn hóa và văn học.  Tác phẩm được phân loại là văn bản hậu hiện đại và siêu hư cấu, với diễn biến cốt truyện xuyên suốt các tiểu thuyết sau này được coi là cuộc khám phá quá trình tâm lý chuyển đổi từ sự ngây thơ bình dị của tuổi thơ sang sự phức tạp về mặt đạo đức khi trưởng thành.  Tương tự như vậy, phần cuối của bộ truyện cũng được thừa nhận vì sự mơ hồ về đạo đức phức tạp ngày càng leo thang đối với sự mâu thuẫn triết học, vì bản chất của một số hành động của Baudelaires ngày càng trở nên khó phân biệt với các nhân vật phản diện của họ và nhiều nhân vật được tiết lộ là phải chịu trách nhiệm đối với hành vi sai trái vĩnh viễn, mặc dù họ đã đồng nhất với mặt tốt của câu chuyện.
Kể từ khi phát hành cuốn tiểu thuyết đầu tiên, The Bad Beginning, vào tháng 9 năm 1999, cuốn sách đã trở nên nổi tiếng đáng kể, được giới phê bình đánh giá cao và thành công về mặt thương mại trên toàn thế giới, tạo ra một bộ phim, một trò chơi điện tử, các loại hàng hóa và một loạt phim truyền hình trên Netflix. Mười ba cuốn sách chính trong bộ sách đã bán được hơn 60 triệu bản và được dịch ra 41 thứ tiếng.  Một số cuốn sách liên quan lấy bối cảnh trong cùng vũ trụ của bộ truyện cũng đã được phát hành, bao gồm Lemony Snicket: The Unauthorized Autobiography, The Beatrice Letters và bộ tứ truyện tiền truyện All the Wrong câu hỏi ghi lại thời thơ ấu của Snicket.

## Giới thiệu
Ba chị em nhà Baudelaire mồ côi cha mẹ sau khi một vụ cháy thảm khốc thiêu rụi ngôi nhà của cả gia đình. Nhưng về sau Violet, Klaus và Sunny nghe đồn là cha mẹ chúng vẫn chưa chết, mà chỉ đang lẩn trốn đâu đó. Chính gia sản đồ sộ mà ông bà Baudelaire để lại là nguồn gốc của mọi tai ương trong đời bọn trẻ, vì có một kẻ bất lương đã thề sẽ cướp hết chỗ tài sản đó khỏi tay chúng. Hắn là Bá tước Olaf.
Bá tước Olaf, kẻ rắp tâm chiếm đoạt gia sản của nhà Baudelaire, là một người rất giỏi cải trang và đóng kịch. Nhờ vậy gã xuất hiện ở mọi nơi mà bọn trẻ đặt chân tới, và giở đủ mọi mánh khóe để giật bọn trẻ ra khỏi sự bảo bọc của những người giám hộ hợp pháp. Cũng từ đây mà tất cả những người nhận nuôi ba đứa trẻ mồ côi đều phải hứng chịu một hậu quả thảm khốc, điều này khiến cho có nhữnglúc chắng ai chịu đón nhận ba đứa trẻ, và ông Poe, nhân viên nhà băng, người chịu trách nhiệm quản lý tài sản nhà Baudelaire, phải gửi chúng vào trường nội trú hoặc giao phó chúng cho cả một ngôi làng.
Các nhân vật phụ xuất hiện trong truyện hầu hết đều từng hoặc đang là thành viên của một tổ chức bí mật có tên viết tắt gồm 3 chữ cái, ghép lại thành hình một con mắt. Sau một biến cố chưa rõ, tổ chức này đã bị chia rẽ nội bộ trầm trọng, trở thành hai phe hoạt động chống đối nhau. Ba đứa trẻ mồ côi trong quá trình lần theo dấu vết của cha mẹ chúng, vô tình lọt vào giữa hai phe và nhiều phen bị vạ lây.
Mỗi tập đều có kèm theo bức thư cảnh báo của Lemony Snicket gửi cho độc giả ở bìa 4. Tên của các tập, cũng giống như tên riêng của nhiều địa danh xuất hiện trong truyện đều có hiện tượng láy phụ âm đầu, nên sau khi đọc xong sách, vốn liếng từ láy của bạn đọc sẽ mở rộng đáng kể. Không những thế, tác giả còn khéo léo lồng vào diễn biến chuyện rất nhiều thành ngữ và điển tích văn học quen thuộc, nhưng với một cách diễn giải đặc biệt và khác hẳn những gì chúng ta vẫn nghe.
Mặc dù trong truyện chỉ toàn kể về những rủi ro, những nỗi kinh hoàng, những khoảnh khắc nghẹt thở và có khi thấm đẫm nước mắt, nhưng tác giả đã sử dụng một giọng văn đặc biệt hấp dẫn và tinh tế, vừa chua xót vừa hóm hỉnh, vừa đầy thương cảm lại hơi có vẻ dọa dẫm để dẫn dắt bạn đọc hết từ bất ngờ này sang bất ngờ khác, hết từ dòng này sang dòng khác, từ tập này qua tập khác.

## Nhân vật
Ba nhân vật chính trong truyện là 3 chị em ruột trong gia đình Baudelaire. Đó là Violet, 14 tuổi, thích mày mò sáng chế máy móc; Klaus, 12 tuổi, thích mày mò tìm kiếm thông tin và mở mang kiến thức thông qua sách vở; và Sunny, ở tuổi nói chưa sõi, thích mày mò thu lượm các món đồ cứng để gặm, cắn, nhai… nói chung là làm tất cả những hành động mà một đứa bé có thể nghĩ ra với bốn cái răng sắc lẻm của nó. Ngoài ra còn một nhân vật nữa mà ta không thể không nhắc tới, vì gã là kẻ gieo rắc mọi tai ương xuống đầu bọn trẻ. Gã là Bá tước Olaf, họ hàng xa lắc xa lơ của gia đình Baudelaire, nghề nghiệp diễn viên, tài sản vô cùng khiêm tốn nhưng cực kỳ giàu mưu lắm kế.

## Nội dung
Câu chuyện bắt đầu bằng cái chết thê thảm của ông bà Baudelaire. Ba đứa trẻ từ đó trở thành trẻ mồ côi, được giao phó cho những người họ hàng nuôi nấng. Vốn là những đứa bé ngoan ngoãn, thông minh, xinh xắn, chúng hoàn toàn xứng đáng có một cuộc sống hạnh phúc, nhưng mọi chuyện không đơn giản như thế. Đi đến đâu chúng cũng gặp những người giám hộ kỳ quặc, và tuổi thơ của chúng có lẽ chỉ gói gọn trong hai chữ "khốn khổ". Bá tước Olaf, ở tập 1, là một kẻ hung ác luôn bắt bọn trẻ phải làm việc quần quật. Giáo sư ngành bò sát học Montgomery, trong tập 2, thì nuôi toàn rắn rết và các loài bò sát kinh khủng trong nhà. Dì Josephine, ở tập 3, lại có đam mê lạ lùng với ngữ pháp và sợ hãi rất nhiều thứ vô lý như sợ nấu ăn, sợ các tay cò nhà đất, sợ điện thoại… Cứ thế, tác giả tiếp tục theo chân bọn trẻ đến một trại cưa hãi hùng trong rừng, một ngôi trường nội trú khủng khiếp, một căn hộ chung cư cao cấp nhưng ẩn chứa những bí mật tăm tối, một ngôi làng kỳ dị nơi quạ được mọi người tôn kính, một bệnh viện khác thường, một hội chợ phiên náo nhiệt với gánh xiếc rong và bà thầy bói… Đi đến đâu ba chị em cũng bị bá tước Olaf bám theo gây rắc rối. Ngay cả đến khi những cuộc phiêu lưu của chúng chấm dứt, tác giả cũng đe dọa rằng đó sẽ là một cái kết không có hậu.
Nguyên nhân sâu xa của những nỗi bất hạnh ấy chính là gia tài khổng lồ mà ông bà Baudelaire để lại. Tài sản đó chưa thể sử dụng, vì ba đứa bé chưa đến tuổi thừa kế, nên về mặt tiền nong chúng cực kỳ thiếu thốn. Tất cả mọi thứ chúng nhận được chỉ là vài bộ quần áo ngứa ngáy kinh khủng mà ông Poe, nhân viên ngân hàng, người quản lý tài sản cho chúng, mua cho. Nhưng như vậy chẳng là gì so với mối lo sợ thường trực và những tinh huống kinh hoàng gây ra bởi Bá tước Olaf, kẻ rắp tâm cướp đoạt gia tài của bọn trẻ. Cùng với đồng bọn, gã lần lượt giăng ra đủ mọi loại mưu kế nhằm đạt được mục đích, khiến cho bọn trẻ luôn bị dồn vào những tình thế nguy hiểm mà chẳng biết cầu cứu ai. Chúng chỉ có thể nhờ cậy vào chính những gì bản thân chúng có – tính sáng tạo, óc hiểu biết, và những cái răng sắc – để chiến đấu với Bá tước Olaf.

## Phân phối

### Sách
Sê-ri bao gồm 13 tiểu thuyết theo thứ tự bên dưới:
1. The Bad Beginning (1999)
2. The Reptile Room (1999)
3. The Wide Window (2000)
4. The Miserable Mill (2000)
5. The Austere Academy (2000)
6. The Ersatz Elevator (2001)
7. The Vile Village (2001)
8. The Hostile Hospital (2001)
9. The Carnivorous Carnival (2002)
10. The Slippery Slope (2003)
11. The Grim Grotto (2004)
12. The Penultimate Peril (2005)
13. The End (2006)

## Đón nhận

### Từ người đọc
Tác phẩm hấp dẫn người đọc ở mọi lứa tuổi - dù đây là cuộc phiêu lưu của ba chị em nhà Baudelaire. Những đứa trẻ liên tiếp gặp phải những điều xui xẻo sau khi cha mẹ mất và vận xui cứ thế đeo bám chúng. Không có họ hàng thân thích ngoài bá tước Olaf đáng khinh - ba chị em buộc phải sống với lão và chịu đựng những điều thật-sự-khủng-khiếp! Lão Olaf liên tiếp đối xử tàn bạo với chúng - lão còn đánh cả em út Sunny thậm chí chưa biết nói. Lão chỉ có 1 mục đích xấu xa thâm độc nhất đó là chiếm đoạt tài sản của ba đứa trẻ, không từ thủ đoạn. Và ở cuối truyện là âm mưu kinh hoàng của lão bị bọn trẻ phát hiện, nhưng chúng có thể làm gì?
 Truyện kết ở đúng chương 13 tạo cho mình một cảm giác bất an vô cùng về số phận 3 đứa trẻ tội nghiệp...
 Nguyễn Thị Minh Hạnh

## Liên kế ngoài
- Trang web chính thức
- A Series of Unfortunate Events tại Internet Book List
- Trang web chính thức của Daniel Handler
- A Series of Unfortunate Events trên Netflix